# 廃刀令
大礼服並軍人警察官吏等制服着用ノ外帯刀禁止ノ件（たいれいふくならびにぐんじんけいさつかんりとうせいふくちゃくようのほかたいとうきんしのけん、明治9年太政官布告第38号）は、1876年（明治9年）3月28日に発せられた、大礼服着用者・勤務中の軍人や警察官吏以外は刀を身に付ける（＝武装する）ことを禁じる内容の太政官布告。
布告文自体に題名はなく、便宜的に付された呼称（いわゆる件名）である。略称として、廃刀令または帯刀禁止令。

## 概略
すでに明治2年（1869年）頃から廃刀の議論は行われていた。明治2年（1869年）3月に公議所が開かれたとき、制度寮撰修森有礼は佩刀禁止を提議した。「早く蛮風を除くべし」というものであったが、王政復古から間もない頃であったため公議人らは反対し、「廃刀をもって精神を削ぎ、皇国の元気を消滅させるといけない」として否決され、森は退職を命じられた。明治3年（1870年）には一般に禁止し、明治4年8月9日（1871年9月23日）には帯刀・脱刀を自由とする散髪脱刀令を発していた。そして、1876年（明治9年）3月28日、廃刀令を発布した。
発布の直接の因となったのは、1875年（明治8年）12月山縣有朋の建議が採用されたことである。長文の建議であるが、要するに、「従来帯びていたのは倒敵護身を目的としたが、今や国民皆兵の令が敷かれ、巡査の制が設けられ、個人が刀を佩びる必要は認められないので、速やかに廃刀の令を出して武士の虚号と殺伐の余風を除かれたい」というものだった。

## 反発
禁止されたのは帯刀であって、所持または所有そのものが禁止されたわけではない。しかしながら、帯刀はもともと実戦的武備というよりは武士の身分の証明としての意味合いが大きく、それを否定する事は、実質的な特権の否定であり、徴兵令および秩禄処分とともに一つのアイデンティティーが否定されることを意味していた。廃刀令に反発した者は、刀を袋の中に入れて持ち歩いたり、「差さなければいいのだろう」と刀を肩に担いで歩いたりした。また、一部はこの廃刀令を含めた四民平等政策に反発し、士族反乱を起こした。
また、この令では武士の帯刀だけでなく、江戸時代のように平民が旅や年始の挨拶、結婚や葬式の際に脇差を差すことも禁止された（5年前の散髪脱刀令の時点では礼装として許されていた）。特別な時に脇差を差すことは広く習慣化していた為、当時の新聞には多くの平民の摘発事例が見受けられる。
明治期の娯楽小説において、拳を使う主人公が多い（例として星塔小史「蛮カラ奇旅行」、1907年）のは廃刀令の影響だとされる。

## 法令の沿革
その後、銃砲等所持禁止令（昭和21年勅令第300号）の施行により刀剣類の所持が禁止されたことで、本太政官布告は実効性を喪失した。さらに、1954年（昭和29年）、その時点において既に実効性を喪失していると判断した政府は、内閣及び総理府関係法令の整理に関する法律（昭和29年法律第203号）第4号により、1954年（昭和29年）7月1日をもって本太政官布告を廃止した。